# Denka
Denka Company Limited (デンカ株式会社, Denka Kabushiki-gaisha), auparavant appelée Denki Kagaku Kogyo Kabushiki Kaisha (電気化学工業株式会社), est une entreprise chimique japonaise, fondée en 1915, dont le siège est situé à Tokyo; elle fabrique des produits chimiques organiques et inorganiques, du ciment, des additifs spéciaux pour le ciment, des matériaux de transfert de composants électroniques et des matériaux d'emballage alimentaire.  La société est cotée à la Bourse de Tokyo et fait partie de l'indice boursier Nikkei 225.

## Histoire
En 1912, Tsuneichi Fujiyama fonde une entreprise de carbure, Hokkai Carbide, à Tomakomai, un village de l'île de Hokkaido. Un an plus tard, Fujiyama dépose le brevet de son procédé de production de cyanamide, le procédé de cyanamide continu. En 1913, Fujiyama, avec l'aide de 22 investisseurs, réorganise la société et crée la société actuelle. Malgré son statut juridique de société indépendante, Denka était une entreprise liée à Mitsui. La société change son nom de Denki Kagaku Kogyo en Denka Company Limited en 2015.

## Principaux actionnaires
Au 22 décembre 2019:
| Nomura Asset Management                | 8,20% |
| Nikko Asset Management                 | 4,95% |
| Asset Management One                   | 3,71% |
| Mizuho Bank Pension Fund               | 3,63% |
| DWS Investments                        | 3,59% |
| National Mutual Insurance (Coop Agri)  | 3,28% |
| Daiwa Asset Management                 | 2,98% |
| Sumitomo Mitsui Trust Asset Management | 2,80% |
| The Vanguard Group                     | 2,70% |
| Nippon Life Insurance                  | 2,69% |

## Controverses

### Pontchartrain Works
L'usine de Pontchartrain Works appartenant à Denka et située à Reserve, en Louisiane, émet du chloroprène, qui est défini comme «susceptible d'être cancérigène pour les êtres humains» par l'EPA,. Des valeurs 755 fois supérieures à la norme de sûreté de 0,2 μg / m³  ont été enregistrées dans une école primaire à proximité immédiate de l'usine. Le risque de cancer à Reserve est 1 500 fois supérieur à la moyenne nationale, ce qui serait dû aux niveaux de chloroprène. Denka a répondu en disant que ces informations n'étaient pas fondées sur une « science correcte ».